# Davy Jones’ Locker

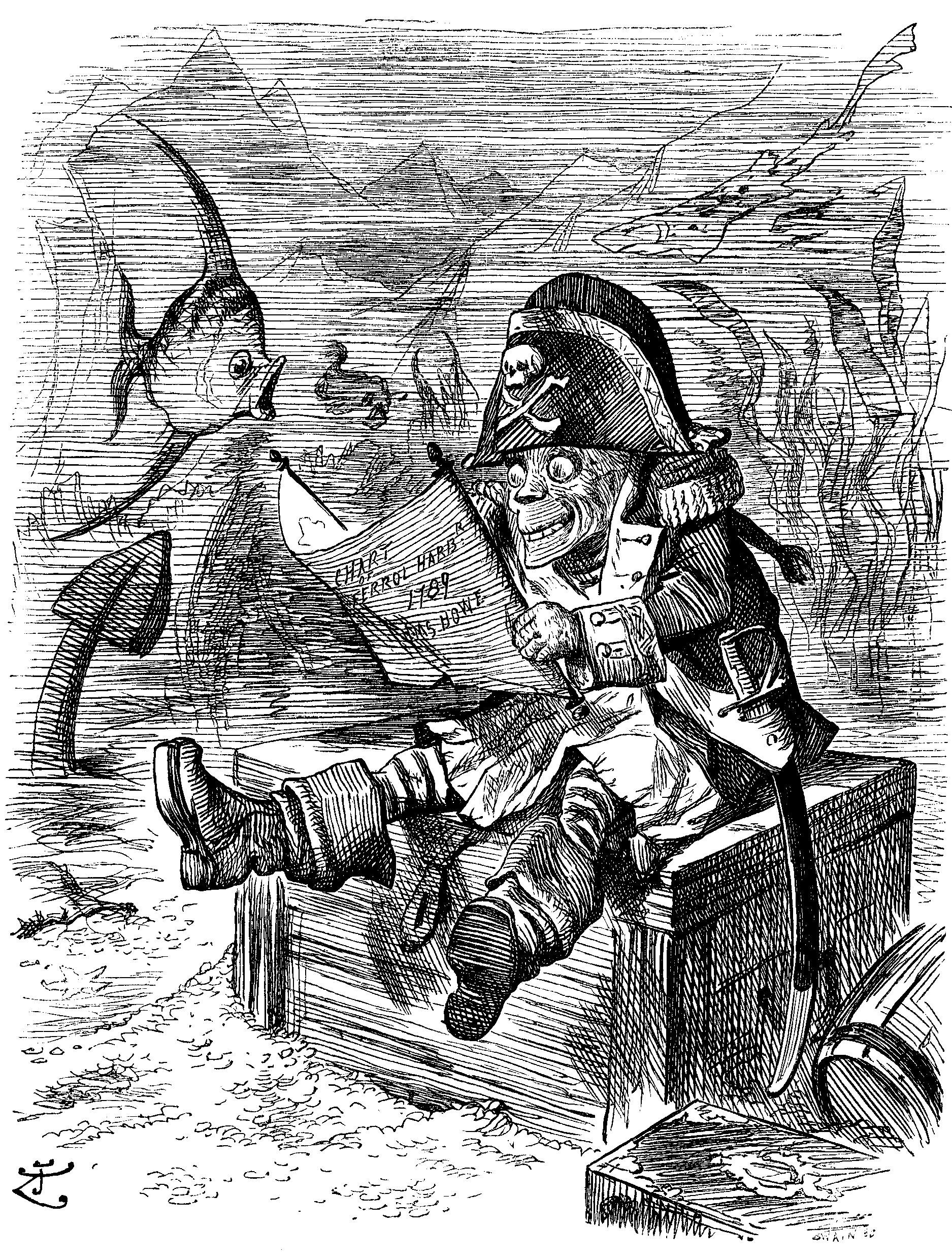
Davy Jones in Erwartung einer gut gefüllten Kiste infolge verunglückender Schiffe, Illustration von John Tenniel (1892)

Davy Jones’ Locker (dt. Davy Jones Spind/Spind von Davy Jones) ist ein englisches Idiom für den Grund des Ozeans als letzte Ruhestätte ertrunkener Seeleute – das „Seemannsgrab“ oder „nasse Grab“. Der Ausdruck wird als Euphemismus für den Tod auf hoher See verwendet, z. B. in dem Ausdruck to be sent to Davy Jones’ Locker – ‚in Davy Jones Kiste geschickt werden‘.
Davy Jones wird von Seefahrern als Spitzname verwendet, um den Teufel des Meeres zu benennen. Hat beispielsweise bei einem Auftrag die Konkurrenz schneller das Ziel erreicht, so wird eine fremde Macht bzw. ein Pakt mit dem Teufel vermutet.

### Literatur

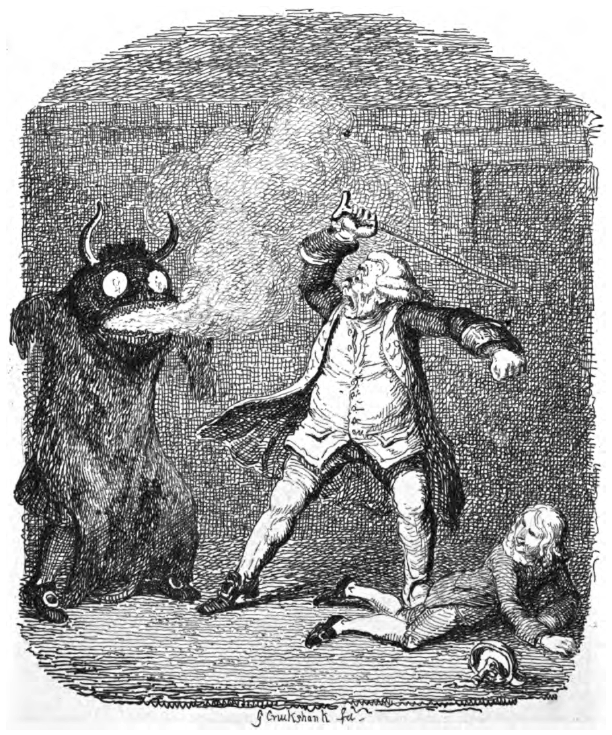
Davy Jones, Illustration von George Cruikshank zu Tobias Smolletts The adventures of Peregrine Pickle (1832)

## Ursprung

### Theorien zum Ursprung der Sage
Der genaue Ursprung der Sagengestalt Davy Jones ist unbekannt und es gibt eine Reihe von möglichen Erklärungen. Eine behauptet, dass der Name auf einen Piraten namens David Jones zurückgehe, der in den 1630er Jahren den Indischen Ozean unsicher machte. Doch diese Theorie wird allgemein angezweifelt, da besagter Pirat eigentlich nicht berühmt bzw. berüchtigt genug gewesen war, um einen solchen Ruf zu begründen.
Weitere Quellen gehen von einem britischen Pub-Besitzer aus, der bereits in dem Lied Jones’s Ale is Newe aus dem Jahr 1594 erwähnt wird. Es wird behauptet, dass dieser Jones betrunkene Seeleute in seinem Bierschrank (ale locker) einsperrte und anschließend auf beliebige Schiffe verfrachtete. Der Name könnte auch auf Duffer Jones zurückgehen, einen bekannten kurzsichtigen Seemann, der des Öfteren über Bord fiel.
Auch mythisch-religiöse Ursprünge lassen sich finden, z. B. bei den walisischen Seemännern, die in Zeiten von Todesgefahr den Heiligen David (auch Dewi genannt) um Schutz anbeten. Einige Quellen nennen ihn Deva, Davy oder Taffy und bezeichnen ihn als Dieb der bösen Seelen. Im westindischen Raum gibt es die Bezeichnung Duppy für einen übel wollenden Geist. Der Nachname Jones könnte vom Propheten Jona stammen, dessen Geschichte für Seeleute mit Unglück verknüpft ist.

## Moderne Darstellungen von Davy Jones

### Pirates of the Caribbean

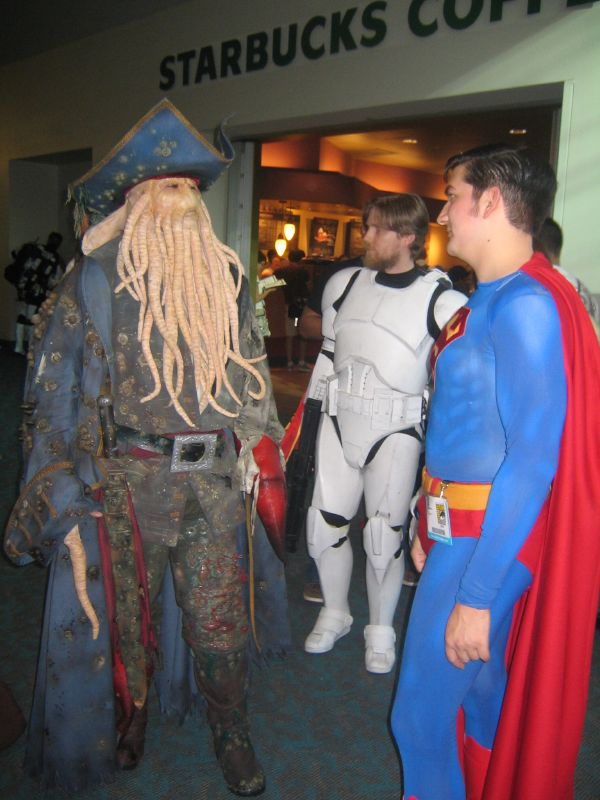
Davy Jones Cosplay

Davy Jones ist in der Filmreihe Pirates of the Caribbean der Bösewicht in Teil zwei und drei, dargestellt von Bill Nighy und mittels Motion-Capture-Technik im Computer generiert. Er befehligt dort sein Schiff, die Flying Dutchman (Schiffsname und Figur des Jones wurden von der Sage um den Fliegenden Holländer inspiriert), mitsamt seiner Mannschaft aus Wesen, die noch halb Mensch, halb schon mit dem Schiff verwachsene See-Kreaturen sind. Dargestellt wird Davy Jones als eine Kreuzung zwischen Mensch, Krake und Krebs, mit einem Bart aus Tentakeln (ähnlich dem Kopf des Cthulhu), einem Krebsarm mit überdimensionaler Krebs-Schere anstelle seiner linken Hand und einem Krebsbein, das wie ein Holzbein wirkt. Weitere Attribute sind eine Tabakpfeife und ein in seinem Tentakel-Bart verborgener Schlüssel zu der Truhe, die sein schlagendes Herz enthält. Auf einer Orgel spielt er mithilfe seiner vielen Tentakel wild aufbrausende Musik, deutbar als Ausdruck seines ihn quälenden Liebeskummers und seiner Verbitterung.
Die Ursache für seinen Kummer liegt vor Beginn der Filmhandlung: Er war einst ein Seemann, der sich in die heidnische Göttin Kalypso verliebte. Diese gab ihm die Aufgabe, die Seelen der auf See Verstorbenen sicher ins Jenseits überzusetzen. Es befindet sich als Davy Jones’ Reich (Davy Jones’ Locker) auf dem Meeresgrund. Nach zehn Jahren, so heißt es, ist der Fluch für einen Tag gebrochen, vorausgesetzt, seine Geliebte ist ihm in dieser Zeit treu geblieben und wartet an diesem Tag auf ihn. Da Kalypso nach den zehn Jahren nicht auf ihn gewartet hatte, wandte sich der getäuschte Jones von seiner Aufgabe ab. Er reißt seitdem Menschen auf ihren Schiffen in die Meerestiefe und verleibt sie seiner Mannschaft ein, sobald sie sich aus Todesangst bereit erklären, ihm zu dienen. Sie verwandeln sich daraufhin in verfluchte Untote, die langsam ihre Identität verlieren und Teil des Schiffes werden.
Als Strafe für diesen Verrat wurde Davy Jones von Kalypso in seine unmenschliche Gestalt verwandelt. Er kann nur sterben, indem seinem in einer versteckten Truhe eingeschlossenen Herzen Schaden zugefügt wird. Es bleibt in der verworrenen, teils widersprüchlichen Filmerzählung unklar, ob er sich das Herz vor Antritt der Aufgabe herausschneiden musste oder ob er dies erst in einer Reaktion auf Kalypsos Untreue aus Liebeskummer tat. Im Verlauf des dritten Films stellt es die Voraussetzung dafür dar, Kapitän der Flying Dutchman zu sein und die Aufgabe der Seelenüberführung zu übernehmen: Derjenige, dessen lebendiges Herz in der Truhe liegt, ist auch der (fast) unsterbliche Kapitän des Schiffes. Davy Jones stirbt, als sein Herz am Ende des dritten Teils vom tödlich verwundeten Will Turner (unterstützt von Captain Jack Sparrow) mit einem Dolch durchbohrt wird. Turner nimmt dann als neuer Kapitän Jones’ Platz ein und verwahrt sein eigenes Herz in der Truhe.

### Fernsehen
- In mehreren Episoden von SpongeBob Schwammkopf wird der Begriff als Wortspiel verwendet und das englische Wort locker in der Bedeutung Spind benutzt: Der Fliegende Holländer droht damit, Mr. Krabs in Davy Jones’ Locker zu schicken, der mit stinkenden Sportsocken gefüllt sei. In einer anderen Folge landet er selbst in einem Spind, während der Sänger Davy Jones ihn mit Socken bewirft.
- In der TV-Serie Rockos modernes Leben wird Davy Jones oftmals genannt.
- In einer Episode (Staffel 1, Episode 59) von She-Ra taucht eine Maus namens Davy Jones auf, die dem Piraten Seehawk hilft.

### Comic
- In der Comic-Serie Hellboy bezeichnet Davy Jones’ Locker einen Unterwasserraum, gefüllt mit Gläsern in Menschenform. Der Raum gehört der bösen fischähnlichen Hexe Bog Roosh, die ihre Kraft von den Seelen der ertrunkenen Seeleute bezieht.
- In der Anime- und Manga-Serie One Piece gilt Davy Jones als Inspiration für den Davy Back Fight – ein Spiel unter verschiedenen Piraten-Crews, bei denen der Gewinner Crewmitglieder der unterlegenen Crew übernehmen kann. Die in diesem Spiel verwendeten Münzen werden ins Meer geworfen, als eine Art Bezahlung für Davy Jones. (Anime: Folgen 207 – 219)

### Spiele
- Im Flipperautomat „Black Rose“ gibt es eine bewegliche Rampe mit dem Namen Davy Jones Locker.
- Im Computerspiel The Secret of Monkey Island beschreibt die Hauptfigur Guybrush Threepwood einen Tresor des Ladenbesitzers als „one of Davey Jones’ Lockers“.
- In The Curse of Monkey Island, einem späteren Teil der Spielereihe Monkey Island, brüstet sich der Möchtegern-Pirat Wally mit der Aussage „I’m so tough, that in junior high I stuffed Davy Jones in his locker!“. Im weiteren Spielverlauf findet man auch einen fliegenden Waliser. Dieser „dunkle“ Zeitgenosse hat sich auf der offenen See verirrt und ist erst im Hafen anzutreffen, wenn man den Leuchtturm der Insel wieder erfolgreich in Betrieb genommen hat.
- In der vierten Welt des Video-Spiels Banjo-Tooie befindet sich der Endgegner, ein gigantischer Seeteufel mit dem Namen Lord Woo Fak Fak, in einem Schrank (engl. locker) mit der Beschriftung D. Jones.
- Im PC-Spiel King’s Quest IV: The Perils of Rosella erscheint jedes Mal, wenn Rosella zu lange im Meer schwimmt, die Meldung „She has been sent back to Davy Jones’ locker“.
- Im Spiel Blood Money (1989) hat ein Geschäft in einem Unterwasser-Level die Bezeichnung Davy Jones Equipment Locker
- Im Spiel Wizardry 8 beinhaltet die Kiste Davy Jones’ Locker, die der Spieler auf dem Grund des Meeres findet, die besten Gegenstände im Spiel.
- Im englischen Tabletop-Spiel Pirates of the Spanish Main ist Davy Jones ein spezielles Crew-Mitglied der verwunschenen Fraktion, mit seinem Flaggschiff Flying Dutchman.
- Im Spiel Battlefield 1942 sind die Namen der einzelnen computergesteuerten Soldaten sichtbar und ein Soldat der Alliierten trägt diesen Namen.
- Im Spiel Assassin’s Creed III ruft ein Mann der Besatzung der Aquila ab und zu „Grüß Davy Jones von mir!“, wenn man ein gegnerisches Schiff versenkt.
- Im Spiel Assassin's Creed IV ruft ein Mann der Besatzung der Jackdaw hin und wieder „Schickt sie runter zu Davy Jones!“, wenn der Angriff auf ein Schiff beginnt.
- Im Spiel Realm of the Mad God ist Davy Jones’ Locker als Dungeon betretbar.
- Im Spiel Genshin Impact als Achievement mit dem Namen Davy Jone's Schließfach.

### Musik
- David Bowie trat als Davy Jones mit den Lower Third auf.
- Die Band The Ocean Blue veröffentlichte 2001 eine CD mit dem Titel Davy Jones’ Locker.

- Lieder mit dem Titel Davey Jones’ Locker finden sich auf folgenden Musikalben:
  - The Power of Seven von System 7
  - Bermuda Triangle von Buckethead
  - True People: The Detroit Techno Album von Drexciya
  - Foundling von David Gray
  - Jack Sparrow von The Lonely Island feat. Michael Bolton
  - The Sea Swells A Bit von Aidan Baker
- In den folgenden Liedern wird Davy Jones erwähnt:
  - Irish Ballad von Tom Lehrer
  - Rhymin’ & Stealin’ von den Beastie Boys
  - Run Silent, Run Deep von Iron Maiden
  - The Plank von The Devil Makes Three
  - Ship of Beers von Frenzal Rhomb
  - Dodo / Lurker von Genesis
  - Terminus von Skyclad
  - Morse Moose and the Grey Goose von Wings
  - Anchors Aweigh der U.S. Navy
  - Open Water von Thrice
  - Don’t Drink the Water von Roland Orzabal
  - Pirate Song von Alestorm
  - Keelhauled von Alestorm auf dem Album Black Sails at Midnight
  - Pressure von Lupe Fiasco auf dem Album Food & Liquor
  - Shiver my timbers von Hans Zimmer, vom Soundtrack Muppets – Die Schatzinsel
  - Jack Sparrow von The Lonely Island auf dem Album Turtleneck & Chain
  - Davy Jones von Caliban
  - Evening Gray and Morning Red von Phinehas auf dem Album Till the End
  - Davy Jones von Nolwenn Leroy auf dem Album Ô Filles de l'eau
  - Davy Jones von Hans Zimmer auf dem zum Film gehörigen Album Pirates of the Caribbean: Dead Man's Chest
  - The Legend of Davy Jones: Forty Fathoms Deep von David Jeremiah
  - Davy Jones von Santiano

Des Weiteren findet dieser Terminus in den sich mit der See befassenden Opern Benjamin Brittens Erwähnung: Peter Grimes und Billy Budd. In ersterer manifestiert sich dieser Begriff im Lied der zweiten Szene des ersten Aktes und wird von der Hauptfigur eingeführt:
When I had gone fishing / When he had gone fishing / When You Know’d gone fishing / We found us Davy Jones. / Bring him in with horror, / Bring him with terror, /And bring him in with sorrow! / Oh, haul a-way.
Auch in Billy Budd erscheint Davy Jones anhand eines Liedes in der Dramaturgie, diesmal vorgetragen von dem Charakter Red Whiskers in der dritten Szene des ersten Aktes anhand einer „Gesangsrunde“ der Besatzung:
We’re towing to Malta / The rock of Gibraltar / With only a halter / And Davy Jones lying below, / So pray to the Devil below.
In beiden Fällen erfährt die oben angeführte Erläuterung der Bedeutung des Terminus im anglophonen Sprachraum ihre klare Verifizierung.